# فاطمة لودي
فاطمة لودي (من مواليد 29 سبتمبر 1989) ناشطة اجتماعية عُرفت باسم «بطلة التنوع» بسبب الخطوة التي اتخذتها من خلال إطلاق حملة Dark is Divine وهي أول حملة مناهضة للتمييز على أساس لون البشرة في باكستان. وكما أن فاطمة لودي هي أول باكستاني يتخذ موقفاً ضد التمييز على أساس لون البشرة.

## بداية حياتها وتعليمها
فاطمة لودي هي حفيدة لاعب الكريكت في منتخب الهند والمنتخب من قبل كراتشي السابق عباس خان لودي. ولدت في كراتش وترعرعت في إسلام أباد.
تلقت تعليمها المبكر في مدرسة القديس باتريك في كراتشي  وأكملت دراستها الثانوية في مدرسة المدينة وشهادة البكالوريوس في العلاقات الدولية من (SZABIST) في إسلام أباد. كما أكملت لودي أيضاً العديد من الدورات للحصول على شهادات في معهد الولايات المتحدة للسلام والرابطة الوطنية للأخصائيين الاجتماعيين.

## نشاطها
دخلت لودي عالم العمل النشط في عام 2008 واستمرت في الدعوة لحقوق وإدماج الأشخاص ذوي الإعاقة. ساعدت بالتدريب على مواضيع «الحد من مخاطر الكوارث الشاملة» و«المساواة للمعوقين» و«التأهيل المجتمعي الشامل» و«لغة الإشارة» و«التعليم الشامل إلى جانب ورشات عمل المواطنين النشطاء» من قبل المجلس الثقافي البريطاني و«مؤتمر القادة الناشئين» بعنوان «بإمكاننا إنهاء العنف ضد المرأة». في عام 2011 بدأت رحلة «روتراكت» ومنذ ذلك الحين عملت في مناصب مختلفة في ناديها وكذلك في دائرة «روتراكت».
لودي متطوعة متفانية، تطوعت في منظمات غير ربحية محلية ودولية مختلفة وصوتت من أجل حقوق ضحايا الحروق الحمضية ومرضى نقص المناعة البشرية المكتسب والعنف ضد المرأة.
كانت تتكلم ضد التمييز على أساس لون البشرة منذ طفولتها وفي عام 2013 أطلقت حملة Dark is Divine الخاصة بمناهضة التمييز على أساس لون البشرة بهدف إعادة تعريف معايير الجمال غير الواقعية في المجتمع.
تُعد لودي أصغر مدافع عن التعددية والتنوع في آسيا. كما تعقد دورات توعوية وتدريبية حول موضوع التنوع والقبول الذاتي وصورة الجسم الإيجابية.